# مونبزن
مونبَزَن (به فرانسوی: Montbazin) یک کمون در فرانسه است که در canton of Mèze واقع شده‌است. مونبزن ۲۱٫۱۳ کیلومتر مربع مساحت و ۲٬۴۶۸ نفر جمعیت دارد و ۳۴ متر بالاتر از سطح دریا واقع شده‌است.

## خواهرخوانده
شهر کاوالیا (ایتالیا) خواهرخواندهٔ مونبزن هست.